# カスト (フランス)
カスト （Cast）は、フランス、ブルターニュ地域圏、フィニステール県のコミューン。

## 歴史
カストは1675年の印紙税一揆に関係したことが知られている。

## 人口統計
| 1962年 | 1968年 | 1975年 | 1982年 | 1990年 | 1999年 | 2006年 | 2010年 |
| ------ | ------ | ------ | ------ | ------ | ------ | ------ | ------ |
| 1748   | 1615   | 1573   | 1578   | 1545   | 1382   | 1483   | 1587   |

参照元:1999年までEHESS、2000年以降INSEE

## 史跡
- 聖ユベールの狩猟 - 16世紀に出資者の同意を得てケルサントン石でつくられた、聖ユベールに捧げられた美しい像。1524年、当時のコルヌアイユの偉大なる代官イェアン・ル・ジャンティル閣下がつくった教会の前にたつ。ジャンティルは聖ユベールの馬のそばで跪き祈っている。バルヴェデルおよびポントルズの領主であるジャンティルは、コルヌアイユの古い貴族家系の出身であった。彼はイヴ・ド・トレアンナと妻ルイーズの息子で、カストに2箇所のマノワールを所有していた。彼の弟ジョフロワは1517年にカストの教区司祭となった。そして彼の妹ルイーズは、ブルターニュ公およびフランス王妃アンヌ・ド・ブルターニュの女官であった。
- キリドアレ礼拝堂 - 16世紀から17世紀。ノートルダム・ド・ボンヌ・ヌーヴェル礼拝堂とも呼ばれる。

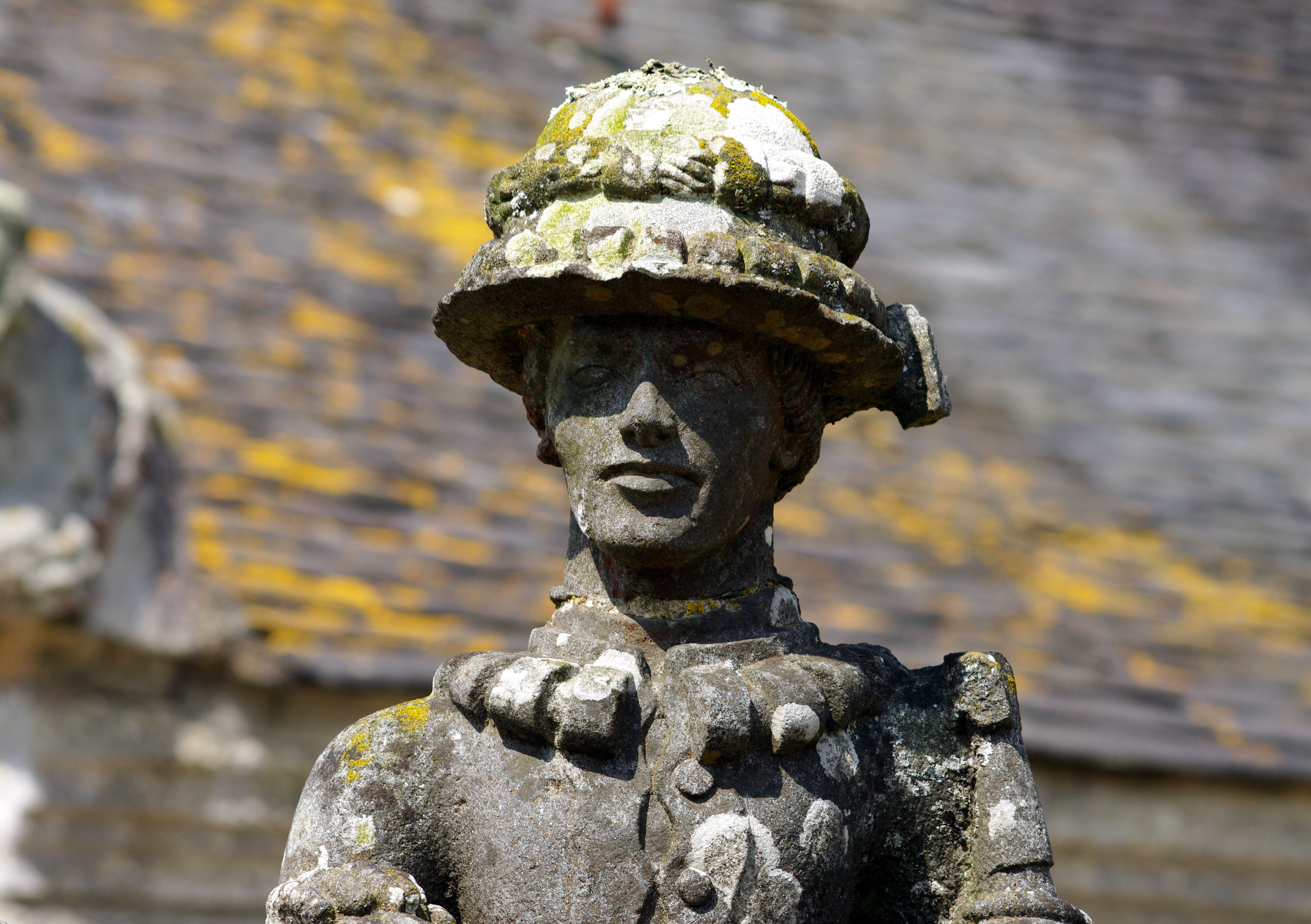
聖ユベールの狩猟
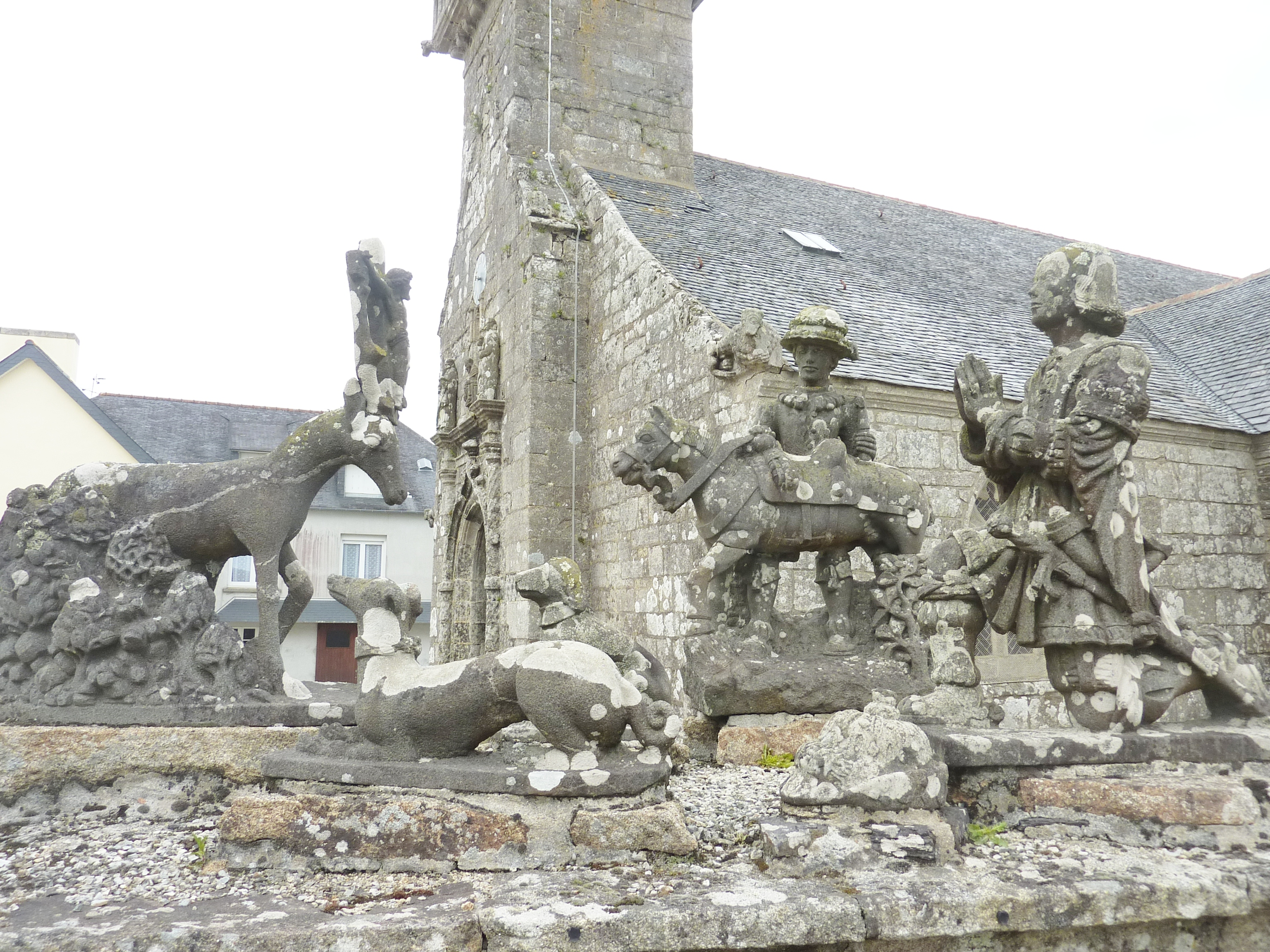
祈るジャンティル
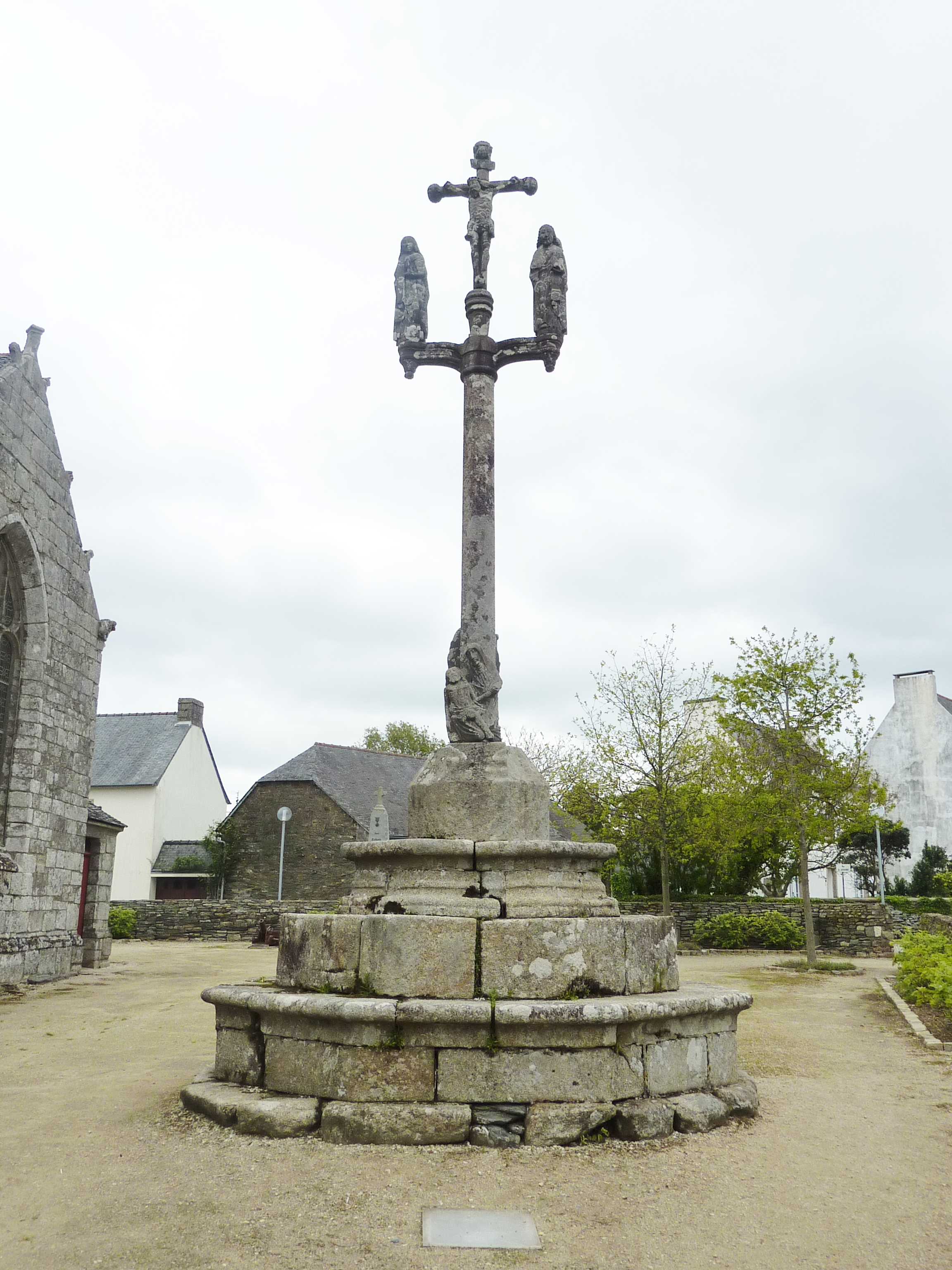
カルヴェール
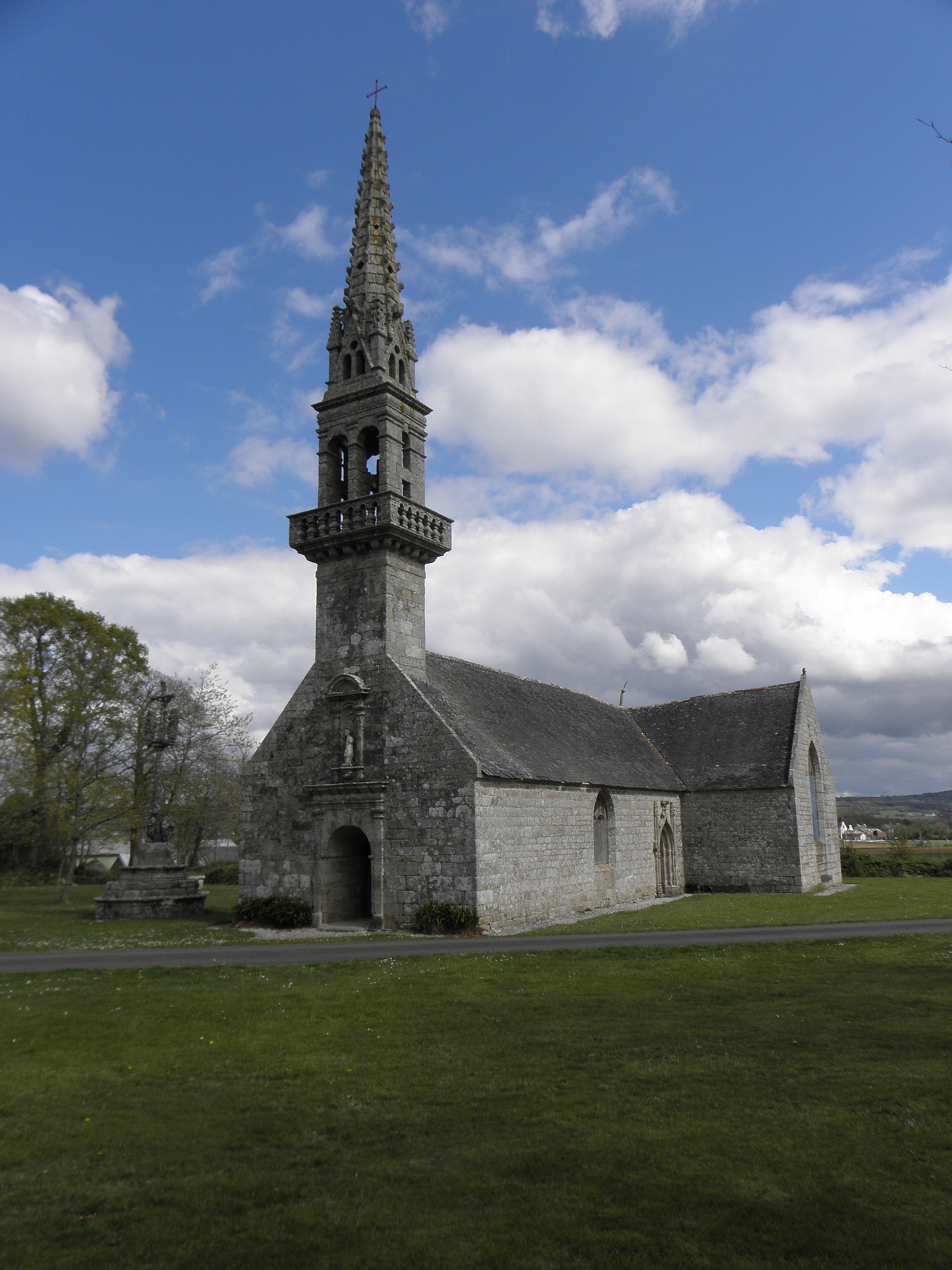
キリドアレ礼拝堂
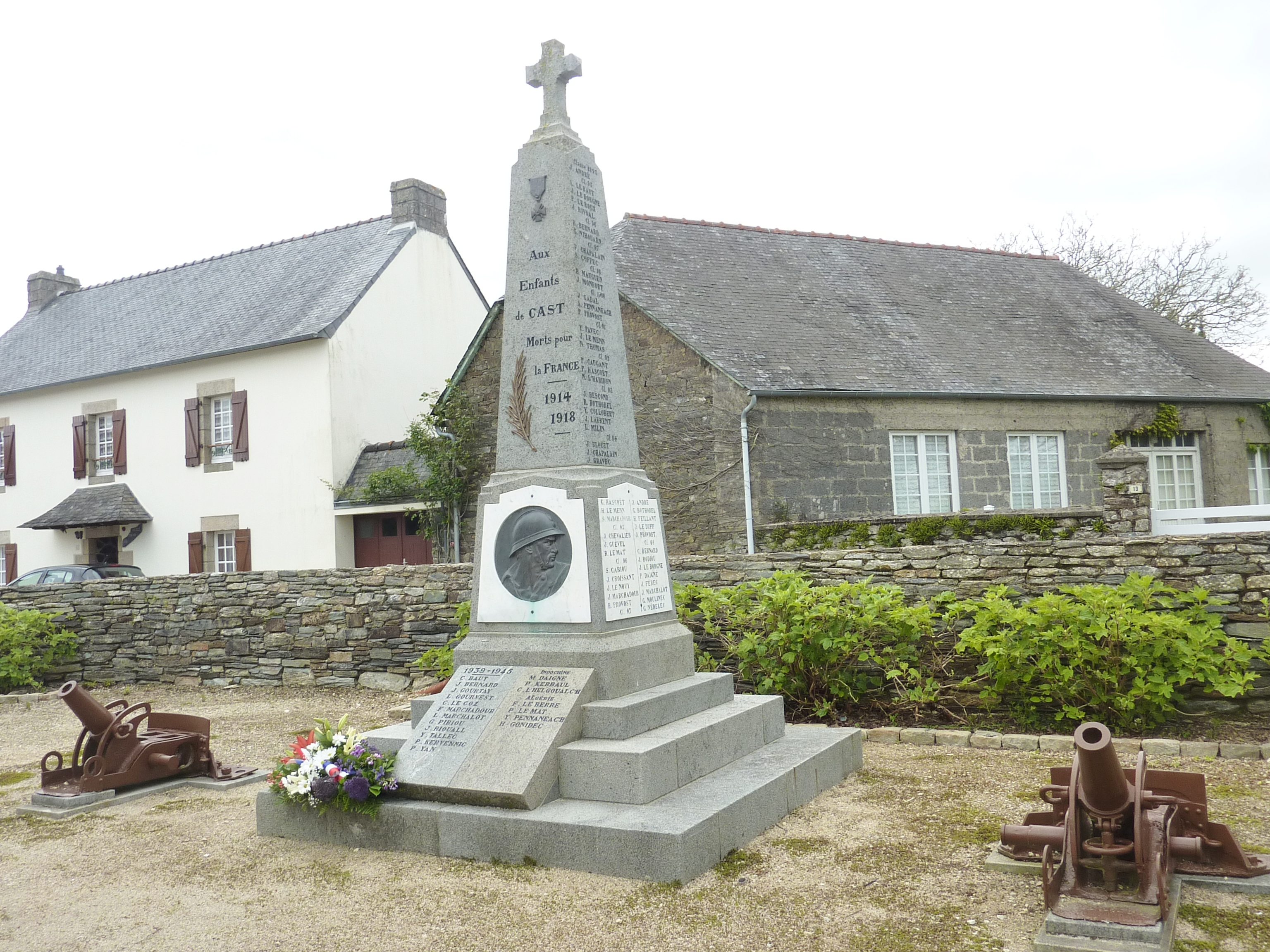
第一次世界大戦戦死者慰霊碑